# 18953 Лоренсміт
18953 Лоренсміт (18953 Laurensmith) — астероїд головного поясу, відкритий 24 серпня 2000 року.
Тіссеранів параметр щодо Юпітера — 3,356.